# Hanna Mazur-Marzec
Hanna Jurata Mazur-Marzec (ur. 11 grudnia 1956 w Gdańsku) – polska chemiczka, oceanograf, profesor nauk o Ziemi. Specjalizuje się w biotechnologii morskiej, mikrobiologii morza i ekotoksykologii. Zawodowo związana jest z Uniwersytetem Gdańskim, a wcześniej również z Instytutem Oceanologii Polskiej Akademii Nauk.
Prowadzi szeroko zakrojone badania nad strukturą i aktywnością biologiczną metabolitów cyjanobakterii, a także możliwościami pozyskiwania z ich metabolitów farmaceutyków, a zwłaszcza związków o działaniu przeciwnowotworowym.

## Życiorys
Urodziła się  Gdańsku. Tam ukończyła w 1971 Szkołę Podstawową nr 55, w 1975 II Liceum Ogólnokształcące. W 1983 r. ukończyła studia chemiczne na Wydziale Matematyki, Fizyki i Chemii Uniwersytetu Gdańskiego. Doktorat obroniła 6 października 1995, pisząc pracę pt. Identyfikacja i występowanie kwasu indolo-3-octowego w północnym Adriatyku i Zatoce Gdańskiej. 3 lipca 2007, na podstawie pracy pt. Ecotoxicology of Nodularia spumigena Mertens, a harmful cyanobacterium from Baltic Sea uzyskała stopień doktora habilitowanego, zaś od 17 lipca 2013 jest profesorem nauk o Ziemi.
Jest kierownikiem Zakładu Biotechnologii Morskiej w Instytucie Oceanografii Wydziału Oceanografii i Geografii Uniwersytetu Gdańskiego, wcześniej pracowała również w Instytucie Oceanografii Polskiej Akademii Nauk oraz w Kaszubsko-Pomorskiej Szkole Wyższej w Wejherowie.

## Dorobek naukowy
W początkowych latach swojej pracy naukowej Hanna Mazur-Marzec zajmowała się badaniem produkcji, kumulacji i przemian cyjanotoksyn w środowisku Morza Bałtyckiego. Wiele z jej prac dotyczyło żyjących w wodach Bałtyku cyjanobakterii Nodularia spumigena oraz produkowanych przez nie cyjanopeptydów. Badała także strukturę, aktywność biologiczną, bioakumulację i biodegradację tych związków.
W ostatnich latach przedmiotem badań Hanny Mazur-Marzec są metabolity mikroorganizmów morskich, w szczególności cyjanobakterii. Zespół przez nią prowadzony zajmuje się identyfikowaniem i wyłanianiem spośród metabolitów tych, które mogą mieć praktyczne zastosowanie. Wśród tak wyodrębnianych substancji niektóre wykazują właściwości przeciwnowotworowe i potencjalnie przeciwwirusowe. W ramach badań poszukuje się także alternatywnego sposobu uzyskiwania tych substancji, tak aby uniezależnić się od konieczności wykorzystywania materiału z hodowli lub środowiska.

### Konferencje
Była prelegentką na ponad 22 konferencjach naukowych oraz organizatorką m.in.:
- Chemia, geochemia i ochrona środowiska morskiego (16 października 2020)[11]
- Ogólnopolskiej Konferencji Naukowej Hydromikrobiologicznej pt. Mikroorganizmy w środowisku wodnym – zagrożenia i nadzieje (9–11 czerwca 2021)[12][13]

Prowadzone przez nią projekty naukowe to m.in.
- 2014-2017: Climate Change Impact on Ecosystem Health – Marine Sediment Indicators (komitet sterujący)[14]
- 2017-2020: Peptydy produkowane przez bałtyckie cyjanobakterie – od identyfikacji do wyboru związku wiodącego (from hits to leads H2L)[15]
- 2020-2023: Metabolity bałtyckich cyjanobakterii jako naturalna biblioteka związków wyjściowych w poszukiwaniu nowych leków antywirusowych[16]

Prowadzi również wykłady popularnonaukowe.

### Członkostwa
- Komitet Ekologii PAN[20], gdzie oprócz członkostwa była również Sekretarzem[2] (historyczne)
- Komitet Badań Morza PAN, Sekcja Chemii Morza w kadencji 2016-2020[21]
- ekspertka w międzynarodowych grupach roboczych International Council for the Exploration of the Sea[5]
- Gdańskie Towarzystwo Naukowe, Wydział V Nauk o Ziemi[22]

## Odznaczenia
- Złoty Krzyż Zasługi (2022)[23]
- Srebrny Krzyż Zasługi (2003)[1]
- Medal Komisji Edukacji Narodowej (2013)[1]

## Nagrody i wyróżnienia
- 3 nagrody Rektora Uniwersytetu Gdańskiego za cykl publikacji[8]
- 2019: Nagroda Inteligentnego Rozwoju w kategorii „Naukowiec Przyszłości”, przyznawana przez Forum Inteligentnego Rozwoju[24][8][25] za realizację projektów:
  - Peptydy produkowane przez bałtyckie cyjanobakterie – od identyfikacji do wyboru związku wiodącego (from hits to leads H2L),
  - Oligopeptydy produkowane przez cyjanobakterie – od ekologii do biotechnologii,
  - Małocząsteczkowe metabolity cyjanobakterii Morza Bałtyckiego jako potencjalne inhibitory funkcji mikroRNA[25].
- 2020: tytuł „Ambasadora Innowacyjności” przyznawany przez Europejski Ośrodek Rozwoju Gospodarki – za „przyszłościowe, nieszablonowe myślenie i pionierskie projekty”[8]
- 2021: Nagroda Naukowa im. prof. Karola Taylora, przyznawana przez Uniwersytet Gdański[8][26]
- 2023: Nagroda Naukowa Miasta Gdańska im. Jana Heweliusza w kategorii nauk przyrodniczych i ścisłych[27]